# フォセット・コンシェルジュ
有限会社フォセット・コンシェルジュ（英文社名：fossette concierge）は、東京都渋谷区代々木に所在する、日本の芸能事務所である。

## 所属タレント
- 佐藤みゆき
- ハマカワフミエ
- ふるごおり雅浩
- 橋本拓也
- 関ヒロユキ
- 乙黒史誠
- 酒巻誉洋
- 和知龍範
- 東龍美
- 津和野諒
- 海老原恒和
- 天羽尚吾
- 金沢涼恵
- 今村有希
- 幸野紘子
- 北川裕子
- 小崎愛美理
- 瑞帆
- 結城真央
- 白井珠希